# Élection gouvernorale de 2022 dans l'État de São Paulo
Une élection gouvernorale a lieu le 2 octobre 2022 dans l'État de São Paulo au Brésil, afin d'élire le gouverneur de l'État pour un mandat de 4 ans. Cette élection a lieu en même temps que l'élection présidentielle et les élections parlementaires. 
Le gouverneur sortant, Rodrigo Garcia (PSDB), est battu dès le premier tour: il n'arrive qu'en troisième position avec seulement 18,40% des voix. Il est largement distancé par l'ancien ministre Tarcísio de Freitas (PRB), soutenu par Jair Bolsonaro ainsi que par l'ancien maire de la ville de São Paulo, Fernando Haddad (PT). Ces deux candidats s'affronteront lors d'un un second tour organisé le 30 octobre. Garcia apporte par la suite son soutien à Freitas.